# André Valli
André Valli, nome artístico de Joaquim dos Santos Bonifácio, (Recife, 12 de julho de 1945 – Rio de Janeiro, 20 de junho de 2008) foi um ator brasileiro. Ficou conhecido por interpretar o personagem Visconde de Sabugosa na primeira versão do seriado Sítio do Picapau Amarelo, produzido e exibido pela TV Globo entre 1977 e 1986.
Sua última participação em novelas foi em 2007, em Vidas Opostas, da RecordTV, emissora pela qual estava contratado até sua morte.

## Vida pessoal

### Morte
Em maio de 2008 foi diagnosticado um câncer no pâncreas e fígado, vindo a falecer em 20 de junho. Seu velório foi realizado no Teatro Villa-Lobos, em Copacabana, no Rio de Janeiro e seu corpo, embalsamado e encaminhado para o Recife, sua cidade natal, onde foi enterrado em 21 de junho no Cemitério de Santo Amaro.

## Filmografia

### Televisão
| Ano     | Título                                           | Papel                        |
| ------- | ------------------------------------------------ | ---------------------------- |
| 1971    | O Cafona                                         | Godofredo                    |
| 1973    | O Bem-Amado                                      | Ernesto Cajazeira            |
| 1975    | Escalada                                         | Zoreia                       |
| 1975    | Roque Santeiro (versão censurada)                | Gerson do Valle              |
| 1975    | Pecado Capital                                   | Claudius Lobato              |
| 1976    | Escrava Isaura                                   | Martinho                     |
| 1976    | O Feijão e o Sonho                               | Chico Matraca                |
| 1977–86 | Sítio do Picapau Amarelo                         | Visconde de Sabugosa         |
| 1985    | Aventura Musical                                 | Lamartine Babo               |
| 1986    | Selva de Pedra                                   | Pipoca                       |
| 1987    | Direito de Amar                                  | Cipriano                     |
| 1988    | O Primo Basílio                                  | Ernesto Ledesma (Ernestinho) |
| 1988    | Armação Ilimitada, Episódio: O Caso Júnior Filho | Cafica                       |
| 1989    | Pacto de Sangue                                  | Alfredo                      |
| 1990    | Gente Fina                                       | Façanha                      |
| 1991    | Os Trapalhões Episódio: A Viúva                  | Dr. Baltazar                 |
| 1991    | O Portador                                       | Morais                       |
| 1991    | Salomé                                           | Maestro Cotti                |
| 1992    | Despedida de Solteiro                            | Gil                          |
| 1996    | Quem É Você?                                     | Bartô                        |
| 1997    | Zazá                                             | Marcos                       |
| 1998    | Malhação                                         | Josafá                       |
| 1998    | Pecado Capital                                   | Orestes Batista              |
| 1999    | Força de um Desejo                               | Lourival                     |
| 2000    | Laços de Família                                 | Onofre                       |
| 2002    | O Beijo do Vampiro                               | Osíris                       |
| 2004    | Senhora do Destino                               | Florisvaldo                  |
| 2005    | Hoje É Dia de Maria                              | Asmodeu Mágico               |
| 2006    | Cidadão Brasileiro                               | Gasosa                       |
| 2006    | Vidas Opostas                                    | Willy Berloque               |

### Cinema
| Ano  | Título                                 | Papel               |
| ---- | -------------------------------------- | ------------------- |
| 1976 | O Casamento                            | Zé Honório          |
| 1976 | O Vampiro de Copacabana                | Carlos              |
| 1978 | Os Melhores Momentos da Pornochanchada |                     |
| 1996 | Tieta do Agreste                       | Barbozinha          |
| 1999 | O Viajante                             | Zé Almino           |
| 2001 | Xuxa e os Duendes                      | Duende da Sabedoria |
| 2003 | Maria, Mãe do Filho de Deus            | Belchior            |
| 2006 | Vestido de Noiva                       | Timbira             |